# Genfer Gulden
Der Genfer Gulden ist die alte Währung von Genf. Gemäss einem Bericht von 1827 entsprachen 5000 Genfer Gulden dem damaligen Wert von 1600 bis 1700 Schweizer Franken. Dieser Betrag entsprach dem damaligen Jahreslohn des Genfer Strafanstaltsdirektors (mit Zulagen erreichte dieser einen Jahreslohn von Fr. 2000, «so daß sein Amt als dasjenige eines Mannes von Bildung gilt»). Im selben Bericht wird erwähnt, dass 4 Genfergulden «ungefähr 13 Batzen» entsprechen, was den täglichen Kosten eines dortigen Häftlings entsprach.

## Quelle
- Carl Burckhardt: Bericht an die Schweizerische Gemeinnützige Gesellschaft über die Strafanstalten in der Schweiz. Zürich 1827.